# Lukala
Lukala est une localité de la République démocratique du Congo, située dans le territoire de Mbanza-Ngungu, province du  Kongo central. 

## Géographie
Elle est traversée par la route nationale 1 et est connectée à la ligne de chemin de fer Matadi‒Kinshasa

## Économie
La Cimenterie de Lukala (CILU) est une importante cimenterie qui ravitaille une bonne partie de la République démocratique du Congo,.